# Syneuodynerus siamesicus
Syneuodynerus siamesicus är en stekelart som beskrevs av Gusenleitner 1996. Syneuodynerus siamesicus ingår i släktet Syneuodynerus och familjen Eumenidae. Inga underarter finns listade i Catalogue of Life.